# Ophioleuce depressum
Ophioleuce depressum är en ormstjärneart som först beskrevs av George Richard Lyman 1869.  Ophioleuce depressum ingår i släktet Ophioleuce och familjen fransormstjärnor. Inga underarter finns listade i Catalogue of Life.